# Autorité des marchés financiers

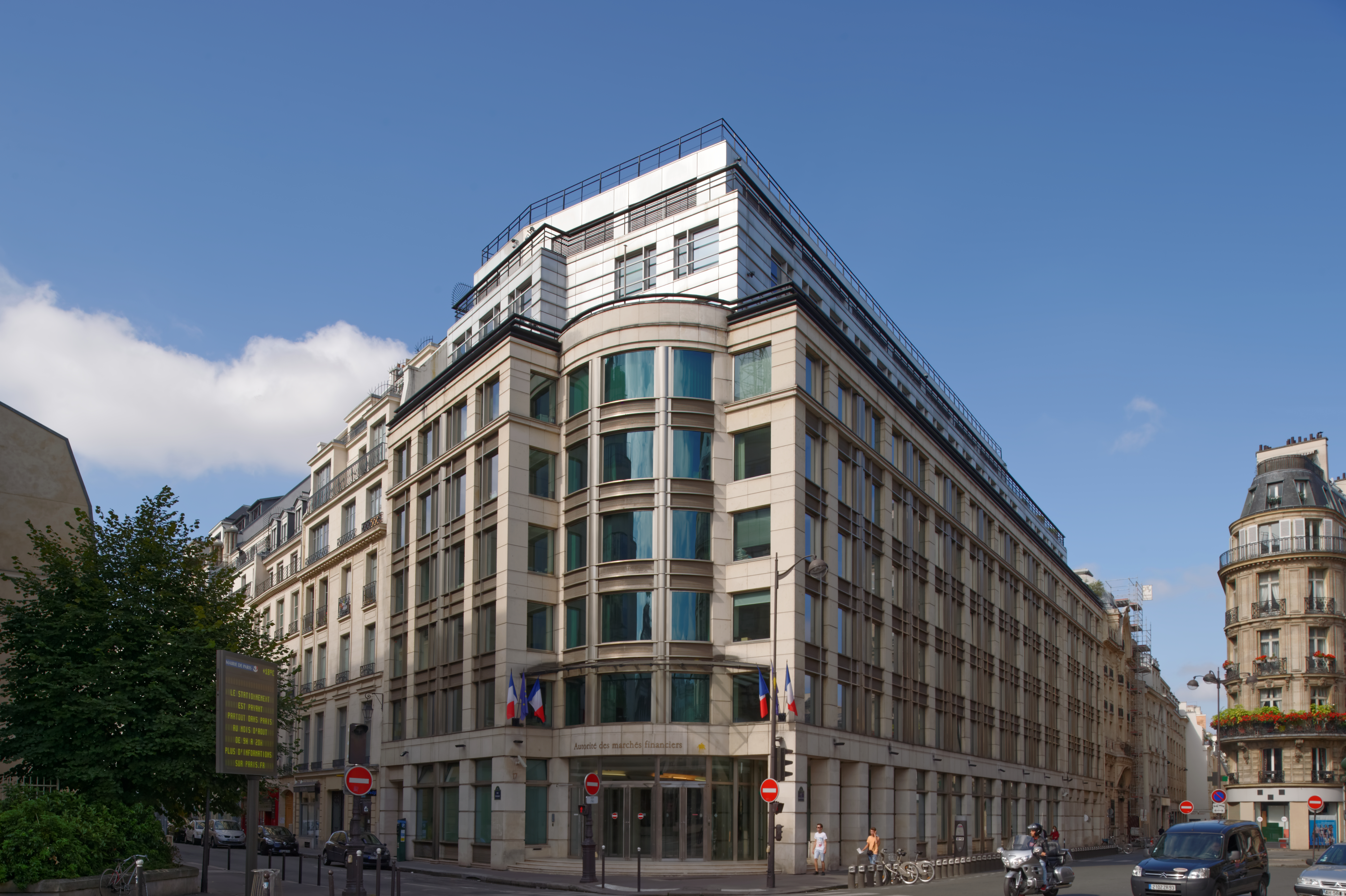
AMF-Paris

Die Autorité des marchés financiers (AMF) ist die Finanzaufsicht in Frankreich. Die AMF ist eine unabhängige öffentliche Behörde und zuständig für die Aufrechterhaltung eines geordneten Finanzmarktes, die Sicherung von Investitionen in Finanzinstrumente und alle anderen Spar- und Anlageprodukte.

## Geschichte
Die AMF wurde mit dem Finanzstabilisierungsgesetz vom 1. August 2003 gegründet. Sie entstand aus dem Zusammenschluss der Commission des opérations de bourse (COB), des Conseil des marchés financiers (CMF) und des Conseil de discipline de la gestion financière (CDGF). Die AMF ist eine unabhängige öffentliche Einrichtung mit eigener Rechtspersönlichkeit und finanzieller Autonomie. Die festgelegten Aufgaben sind:
- Sicherung von Investitionen in Finanzinstrumente und in alle anderen Spar- und Anlageformen
- Sicherstellung, dass Anleger alle wesentlichen Informationen erhalten
- Aufrechterhaltung eines geordneten Finanzmarktes

Die AMF unterstützt auch die Regulierung der Finanzmärkte auf europäischer und internationaler Ebene.

## Aufgaben
Die AMF hat vier Arten von Aufgaben:
- Regulierung
- Genehmigung
- Aufsicht
- Durchsetzung

Der Kompetenzbereich der AMF erstreckt sich über:

### Corporate-Finance-Aktivitäten und Angaben
Die AMF reguliert Corporate-Finance-Aktivitäten und Angaben von börsennotierten Unternehmen. Börsennotierte Unternehmen sind verpflichtet, regelmäßig die Öffentlichkeit über ihre Geschäfte, Ergebnisse und finanziellen Beziehungen zu informieren. Die AMF beaufsichtigt und überwacht diese Informationen. So wird sichergestellt, dass Investoren genau, präzise, fair und rechtzeitig informiert werden.

### Kontrolle von Fonds
Die AMF genehmigt die Eröffnung von offenen und geschlossenen Fonds. Sie überprüft die Angaben in den vereinfachten Verkaufsprospekten, die dem Kunden zur Verfügung gestellt werden müssen, bevor sie in ein Produkt investieren. Im Falle von komplexen Produkten, wie z. B. strukturierte Fonds, stellt die AMF sicher, dass die Besonderheiten der Produkte und deren Auswirkungen deutlich dem Anleger beschrieben werden.

### Markt- und Infrastruktur
Die AMF definiert die Organisationsprinzipien und den Betrieb für die Marktanbieter wie der Euronext Paris (Handel mit Aktien, festverzinslichen Wertpapieren und Derivaten) und Wertpapierabwicklungssystemen und Wertpapierzentralverwahrern wie der Euroclear France. Die AMF genehmigt auch die Regelwerke der Clearingstellen wie Clearnet.

### Finanzdienstleister
Der Kompetenzbereich Finanzdienstleister betrifft Kreditinstitute, Anlagegesellschaften, Anlageberater und Direktvermarkter. Die AMF definiert Wohlverhaltensregeln und andere Anforderungen an Fachkräfte, die berechtigt sind, Wertpapierdienstleistungen zu erbringen. Die AMF genehmigt Anlagegesellschaften und Berufsverbände, die Anlageberater vertreten.

## Durchsetzung
Zur Durchsetzung der Aufgaben ist die AMF ermächtigt, Inspektionen und Untersuchungen durchzuführen. Bei Verstößen gegen Verordnungen oder berufliche Verpflichtungen kann der Durchsetzungsausschuss Strafen oder Sanktionen verhängen. Bei Straftaten werden die Erkenntnisse zur Strafverfolgung weitergegeben.